# Sam McDaniel
Sam McDaniel (Wichita, 28 gennaio 1886 – Woodland Hills, 24 settembre 1962) è stato un attore statunitense.

## Biografia
Fu il fratello maggiore della più famosa attrice afroamericana Hattie McDaniel, universalmente nota come la "Mami" di Via col vento (1939), e di Etta McDaniel, anch'essa attrice. 
Apparve in oltre 210 spettacoli televisivi e film tra il 1929 e il 1950. 
Anche lui era membro della compagnia itinerante di menestrelli composta dai figli della famiglia McDaniel, come le sorelle e il fratello Otis, prematuramente scomparso nel 1916, andata in crisi a seguito del crollo finanziario di Wall Street. 

### Carriera
Sam McDaniel fu principalmente noto per i suoi ruoli di maggiordomo, portiere, usciere, facchino e valletto, ed altri ruoli minori. 
Nel 1931 apparve in Nemico pubblico di William A. Wellman, come capo maggiordomo. Apparve inoltre in Capitani coraggiosi (1937), trasposizione cinematografica dell'omonimo romanzo di Rudyard Kipling, e nella commedia Io e l'uovo (1947) di Chester Erskine, dove non fu accreditato e interpretò il ruolo secondario di cameriere di un treno. 
È familiare al pubblico moderno per la sua apparizione in uno slapstick show de I tre marmittoni, dove interpretava Spiffingham il maggiordomo, nel film Heavenly Daze. 
È l'unico afroamericano ad essere mai comparso nella serie Lucy ed io, precisamente in un episodio del 1955, "The Great Train Robbery", dove interpretava "Sam il portiere". 

### Morte
Sam McDaniel morì di cancro alla gola all'età di 76 anni, a Woodland Hills.

## Filmografia parziale
- Capitani coraggiosi (Captains Courageous), regia di Victor Fleming (1937)
- Sergeant Murphy, regia di B. Reeves Eason (1938)
- La grande menzogna (The Great Lie), regia di Edmund Goulding (1941)
- A sud di Panama (South of Panama), regia di Jean Yarbrough (1941)
- Una gabbia di matti (Broadway Limited), regia di Gordon Douglas (1941)
- I tre moschettieri del Missouri (Bad Men of Missouri), regia di Ray Enright (1941)
- Il re della Luisiana (Louisiana Purchase), regia di Irving Cummings (1941)
- Sesta colonna (All Through the Night), regia di Vincent Sherman (1942)
- Lo spettro in viaggio di nozze (The Ghost and the Guest), regia di William Nigh (1943)
- Viaggio per la libertà (Gangway for Tomorrow), regia di John H. Auer (1943)
- La mischia dei forti (Joe Palooka, Champ), regia di Reginald Le Borg (1946)
- Viale Flamingo (Flamingo Road), regia di Michael Curtiz (1949)